# O-Desmetiltramadol
O-Desmetiltramadol (O-DT) je opioidni analgetik i glavni aktivni metabolit tramadola.
(+)-O-Desmetiltramadol je najvažniji metabolit tramadola, koji se proizvodi u jetri nakon konzumacije tramadola. Ovaj metabolit je znatno potentniji agonist μ opioidnog receptora nego početno jedinjenje.
Tramadol se demetiliše jetrenim enzimom CYP2D6 na isti način kao i kodein, tako da su poput odgovora na kodein, osobe koje imaju manje aktivnu formu CYP2D6 manje responsivne.
Dva enantiomera O-desmetiltramadola pokazuju veoma različite farmakološke profile. Oba, (+) i (-)-O-desmetiltramadol, su neaktivna kao inhibitori preuzimanja serotonina, ali (-)-O-desmetiltramadol zadržava aktivnost kao inhibitor noradrenalinskog preuzimanja.